# Conjunt de barraques de pedra seca (Mont-roig del Camp)
El Conjunt de barraques de pedra seca és una obra de Mont-roig del Camp (Baix Camp) protegida com a Bé Cultural d'Interès Local.

## Descripció
Aquest conjunt de barraques constitueixen un ampli ventall de construccions. Es feia servir la tècnica de superposició i travades successives sense emprar material d'unió. Al municipi de Mont-roig n'hi ha un total de 101 inventariades.